# Onciale 076
L'Onciale 076 (numerazione Gregory-Aland; "α1008" nella numerazione Soden), è un codice manoscritto onciale del Nuovo Testamento, in lingua greca, datato paleograficamente al V secolo.

## Descrizione
Il codice è composto da uno spesso foglio di pergamena di 170 per 150 mm, contenenti brani il testo delle Atti degli Apostoli (2,11-22). Il testo è scritto in due colonne per pagina e 23 linee per colonna.

### Critica testuale
Il testo del codice è rappresentativo del tipo testuale alessandrino. Kurt Aland lo ha collocato nella Categoria II.

## Storia
Il codice è conservato alla Pierpont Morgan Library (Pap. G. 8) a New York.